# Лихтенштајнов хартбист
Лихтенштајнов хартбист (лат. Alcelaphus buselaphus lichtensteinii, енгл. Lichtenstein's hartebeest) је подврста хартбиста, врсте сисара из реда папкара (Artiodactyla) и породице говеда (Bovidae). 
Према неким ауторима Лихтенштајнов хартбист је посебна врста у оквиру рода Alcelaphus.

## Распрострањење
Ареал ове подврсте је ограничен на северне делове централне Африке. Живи у Замбији, Танзанији, Зимбабвеу, Јужноафричкој Републици, Анголи и Малавију. Врста је изумрла у Бурундију.

## Угроженост
Ова подврста је наведена као последња брига, јер има широко распрострањење и чест је таксон.